# Černyk (okres Mukačevo)
Černyk (ukrajinsky Черник) je osada obce Strojne, ve Svaljavské městské komunitě. Leží v okrese Mukačevo Zakarpatské oblasti Ukrajiny. V roce 2025 zde žilo 564 obyvatel.

## Historie
Do uzavření Trianonské smlouvy byla ves součástí Uherska, poté součástí první československé republiky. Od roku 1945 byla součástí Ukrajinské sovětské socialistické republiky, která byla součástí SSSR. Od roku 1991 je součástí nezávislé Ukrajiny.